# Paul Bernstein (Politikwissenschaftler)
Paul Adolf Bernstein (* 23. Juni 1897 in Berlin; † 1944 oder 1945 im KZ Auschwitz) war ein deutscher Politikwissenschaftler, Publizist und Volkshochschullehrer.

## Leben

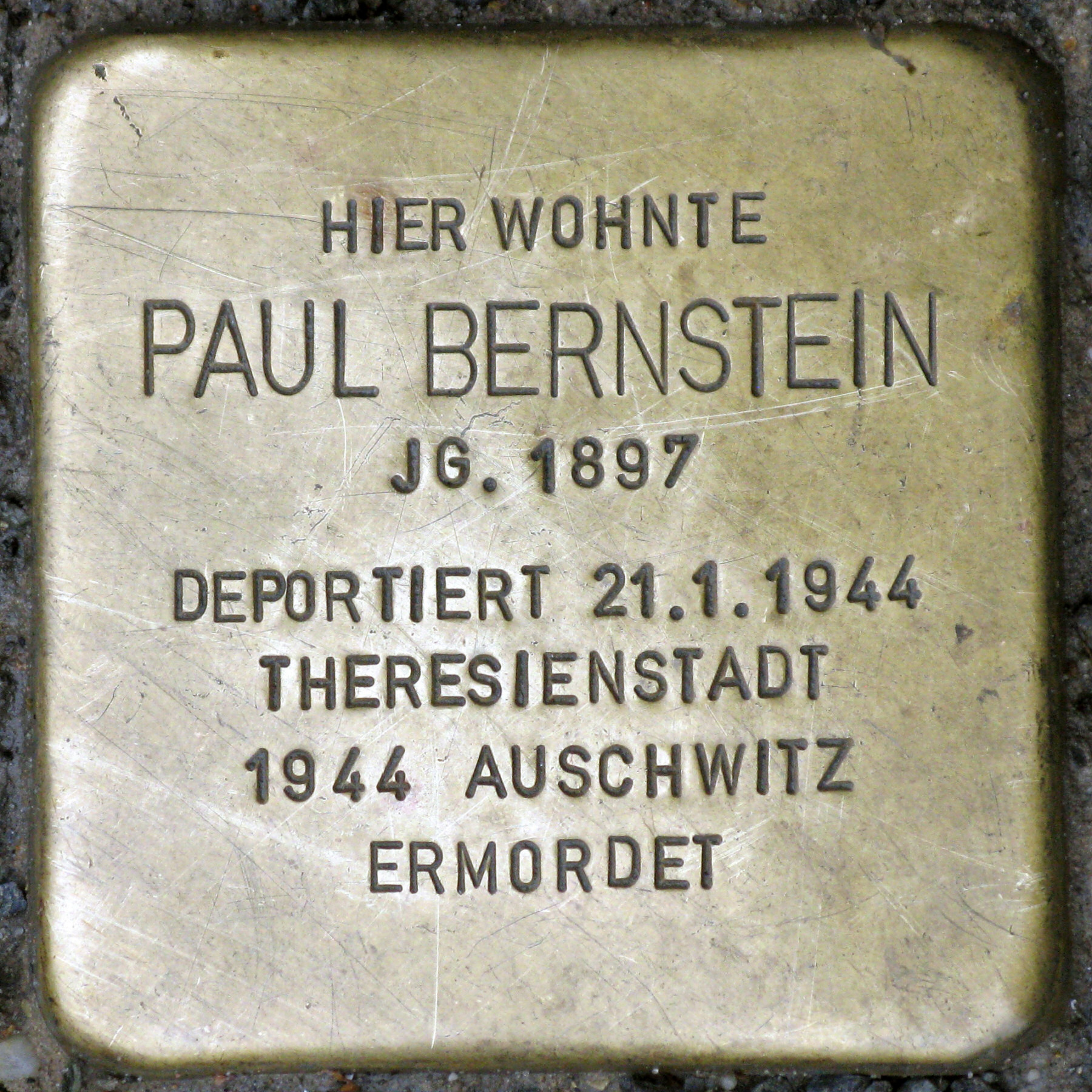
Stolperstein für Paul Bernstein, Charlottenstraße 87, Berlin-Kreuzberg

Der junge Paul Bernstein diente als Soldat im Ersten Weltkrieg. Nach dem Krieg studierte er an der Deutschen Hochschule für Politik (DHfP) in Berlin. Danach, in der Zeit von 1930 bis 1933, arbeitete er als Lehrer für Erwachsenenbildung an der Heimvolkshochschule Habertshof (nahe Frankfurt am Main). Im Jahr 1932 heiratete er Johanna Moosdorf (1911–2000), eine deutsche Schriftstellerin. Aus der Ehe gingen zwei Kinder hervor.
Bernstein publizierte zahlreiche Aufsätze zur Arbeiterbewegung und leitete mit seiner Frau zusammen in Berlin-Kreuzberg ein Gewerkschaftsheim. Kurz nach der nationalsozialistischen Machtergreifung wurde es im Frühjahr 1933 geschlossen. Da er Jude und sie nicht Mitglied der Reichsschrifttumskammer war, zog ein Verlag 1933 die Veröffentlichung ihres ersten Lyrikbandes zurück. Paul Bernstein erhielt Berufsverbot. Um Arbeit zu finden und ihre beiden Kinder versorgen zu können, ließen sie sich pro forma scheiden. Zusammen planten sie eine Emigration, die aber durch den Kriegsausbruch nicht mehr zustande kam. Er wurde zur Zwangsarbeit verpflichtet und arbeitete in der Fabrik von Siemens, bis er im Januar 1944 ins KZ Theresienstadt deportiert wurde. Im September 1944 wurde er in das KZ Auschwitz verschleppt, wo sich seine Spur verliert.
Seine Witwe floh mit den Kindern ins Sudetenland und überlebte den Krieg.

## PostumeEhrung
Am 21. Juli 2012 wurde ihm zu Ehren in Berlin-Kreuzberg ein Stolperstein (Bild) verlegt.